# Chileense zwaluw
De Chileense zwaluw (Tachycineta leucopyga) is een zangvogel uit de familie Hirundinidae (zwaluwen).

## Verspreiding en leefgebied
Deze soort broedt in Chili en zuidelijk Argentinië. Na de broedtijd trekt deze vogel naar het noorden tot Bolivia en Brazilië.